# Genistein
Genistein je fitoestrogen koji pripada kategoriji izoflavona. Genistein je prvi put izolovan 1899 iz Genista tinctoria, po čemu je dobio ime. Struktura jedinjenja je određena 1926, kad je utvrđeno da je identična sa prunetolom. Prvi put je sintetisan 1928.

## Rasprostranjenost u prirodi
Izoflavoni poput genisteina i dajidzeina su prisutni u brojnim biljkama koje se koriste u ishrani, kao i u lekovitom bilju, Flemingia vestita i Flemingia macrophylla, i u kafi. Takođe je prisutan u Maackia amurensis ćelijskim kulturama.

## Spoljašnje veze
- Архивирано на веб-сајту  (21. април 2021)